# Raionul Starobilsk, Luhansk
Starobilsk (în ucraineană Старобільський район, transliterat: Starobilskîi raion) este un raion în regiunea Luhansk, Ucraina. Are reședința la Starobilsk.
Are o suprafață de 6.930,6 km². Populația este de 129.200 locuitori, determinată în 2020.